# Strigogyps
Strigogyps es un género extinto de ave que vivió entre el Eoceno Medio hasta principios del Oligoceno de Francia y Alemania. Era probablemente tan grande como un pollo o un paujil, pesando no menos de 1 kilogramo. Aparentemente, como se desprende de la proporción de las longitudes de los huesos del ala y de las patas, la especie S. sapea no volaba. Sus patas no estaban adaptadas a correr, por lo que es probable que se dedicara principalmente a caminar, de manera similar a los trompeteros, aunque probablemente era más carnívoro, alimentándose de pequeños reptiles, posiblemente mamíferos o peces atrapados en aguas someras, e incluso carroña.

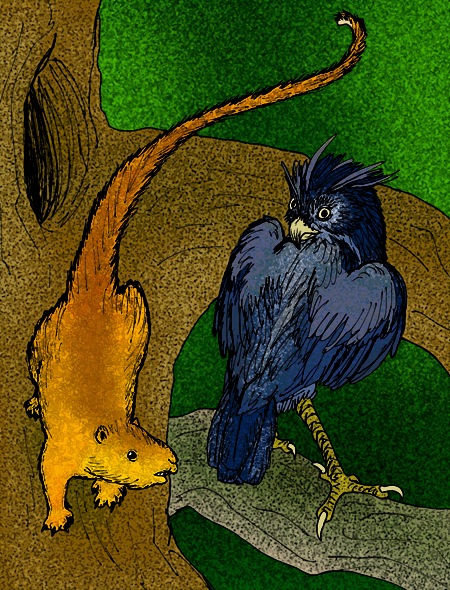
Reconstrucción del roedor Ailuravus macrurus y Strigogyps sapea.

La especie tipo de Strigogyps es S. dubius, la cual fue descrita por Gaillard en 1908. Fue situado inicialmente en el mismo orden que los búhos actuales, Strigiformes y se consideró como un sofiornítido. S. dubius se basa en un único tibiotarso del Eoceno Superior al Oligoceno temprano de las fosforitas de Quercy en Francia. Este tibiotarso fue destruido durante la Segunda Guerra Mundial en el bombardeo aliado a Múnich, pero sobrevivieron algunas réplicas. En 1939, Gaillard describió a una segunda especie de Strigogyps, S. minor, basada en un húmero, dos coracoides, y dos carpometacarpos, también de Quercy. En 1981, Mourer-Chauviré redescribió a S. minor como Ameghinornis minor, el único miembro de una subfamilia de los forusrácidos, Ameghinornithinae. Ameghinornis fue más tarde situado en su propia familia, Ameghinornithidae. En 1987, Peters nombró a otro género monotípico de ameghinornítido, Aenigmavis sapea, basado en un esqueleto casi completo del Eoceno medio del sitio fosilífero de Messel en Alemania. Mayr (2005) consideró que Aenigmavis era una especie de Strigogyps, S. sapea, y que Ameghinornis era un sinónimo de S. dubius, ya que ambos provienen de Quercy, y son casi idénticos excepto por los coracoides y los carpometacarpos de Ameghinornis, que Mayr encontró que eran muy distintos de los otros ameghinornítidos, y probablemente eran de un idiornítido.

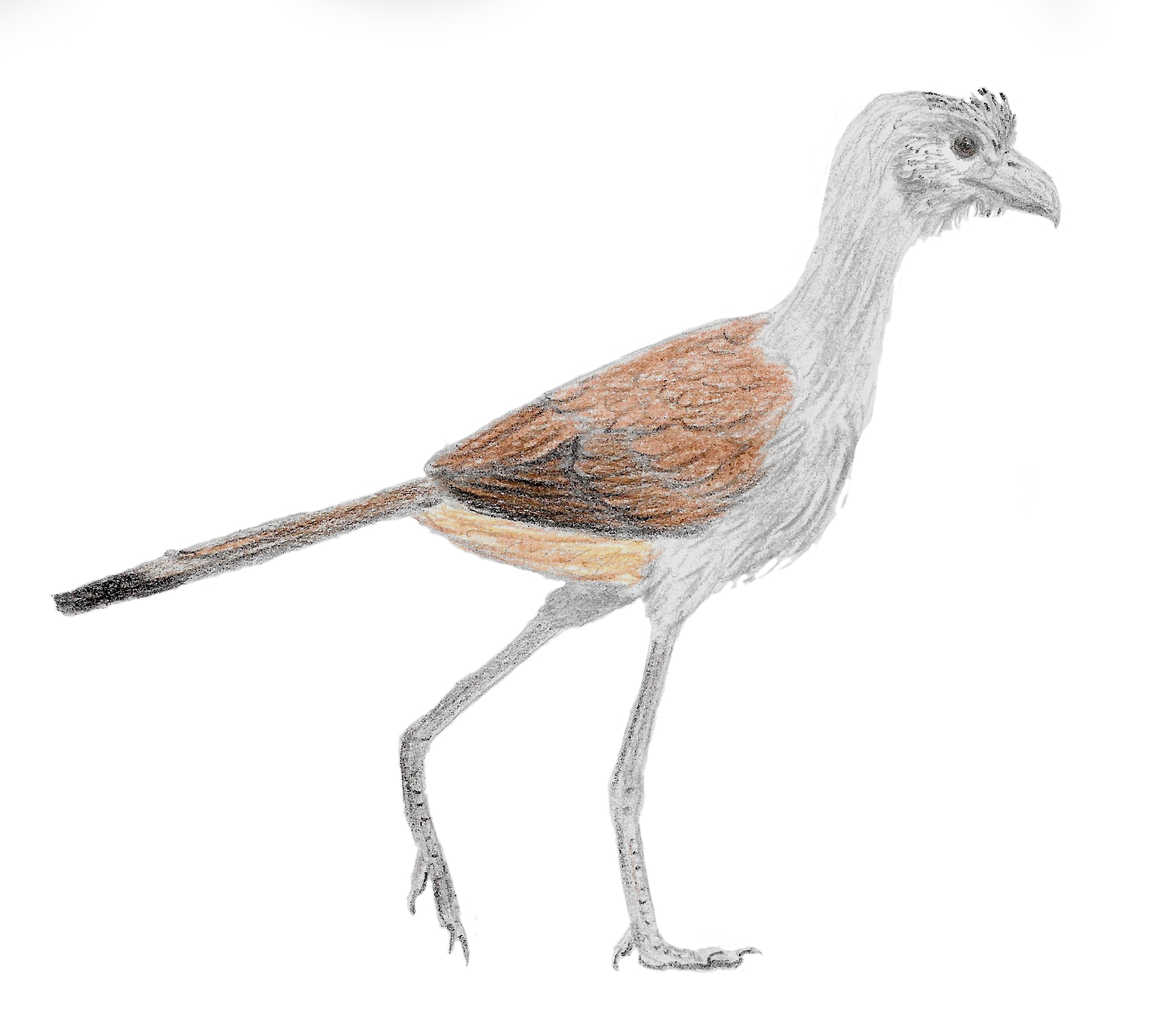
Reconstrucción en vida. La forma y tamaño de la cabeza son especulativos, basados en otros Cariamiformes

En 1935, Lambrecht describió a un buitre del Nuevo Mundo, Eocathartes robustus, y a un bucerótido, Geiseloceros robustus, del Eoceno Medio (Lutetiano) del valle de Geisel de Alemania. Cada uno se basó en un único espécimen, y fueron hallados muy próximamente el uno del otro. Mayr (2007) eoncntró que eran sinónimos y que eran una especie de Strigogyps, S. robustus.
Estudios recientes (Alvarenga y Höfling 2003, Mayr 2005) han encontrado que Strigogyps es un miembro más basal de Cariamae, y no está particularmente emparentado con los forusrácidos. Salmila robusta, otra ave de Messel, fue determinada como un miembro aún más basal de Strigogyps, y el clado compuesto de Salmila y Cariamae es el taxón hermano de la familia Psophiidae dentro de un orden Gruiformes monofilético.
Restos fragmentarios del Paleoceno y/o Eoceno de Inglaterra y Norteamérica también han sido considerados como forusrácidos, pero, como en el caso de Strigogyps, es muy probable que no lo sean.